# Knives Out
«Knives Out» — песня английской рок-группы Radiohead. Впервые была представлена публике на собственном сайте группы в ночь с 9 на 10 декабря 1999 года. Появилась на альбоме Amnesiac 2001 года, а позднее была выпущена в качестве второго сингла альбома.
Композиция создавалась во время 18-месячных сессий Kid A и Amnesiac. Известно, что создание песни заняло в общей сложности 373 дня.

## Список композиций

### Part 1
1. «Knives Out» — 4:17
2. «Cuttooth» — 5:24
3. «Life in a Glasshouse» (Full length version) — 5:06

### Part 2
1. «Knives Out» — 4:17
2. «Worrywort» — 4:37
3. «Fog» — 4:05

### Part 3
1. «Knives Out» — 4:17
2. «Worrywort» — 4:37
3. «Fog» — 4:04
4. «Life in a Glasshouse» (Full length version) — 5:06

### USCD
1. «Knives Out» — 4:17
2. «Cuttooth» — 5:24
3. «Life in a Glasshouse» (Full length version) — 5:08
4. «Pyramid Song» (Видео)